# Beaupont
Beaupont is een gemeente in het Franse departement Ain (regio Auvergne-Rhône-Alpes). Beaupont telde op 1 januari 2022 717 inwoners.

## Geschiedenis
Beaupont ligt op de plaats waar de Sevron in de Solnan stroomt. De naam Beaupont ("mooie brug") verwijst naar een brug over deze rivier. De plaats is ontstaan toen hier een kerk gebouwd is, omdat het vanwege de vaak overstromenende rivieren moeilijk was om de andere kerken te bereiken.
Bezienswaardigheden zijn de kerk en het Huis van Sougey (Maison Noble du Sougey). Tijdens de Tweede Wereldoorlog is Robert Schuman naar Beaupont gevlucht. Hij vond er onderdak in het Weeshuis van Sint-Jozef (Orphelinat de Saint Joseph)

## Geografie
De oppervlakte van Beaupont bedroeg op 1 januari 2022 14,07 vierkante kilometer; de bevolkingsdichtheid was toen 51 inwoners per km².
De onderstaande kaart toont de ligging van Beaupont met de belangrijkste infrastructuur en aangrenzende gemeenten.

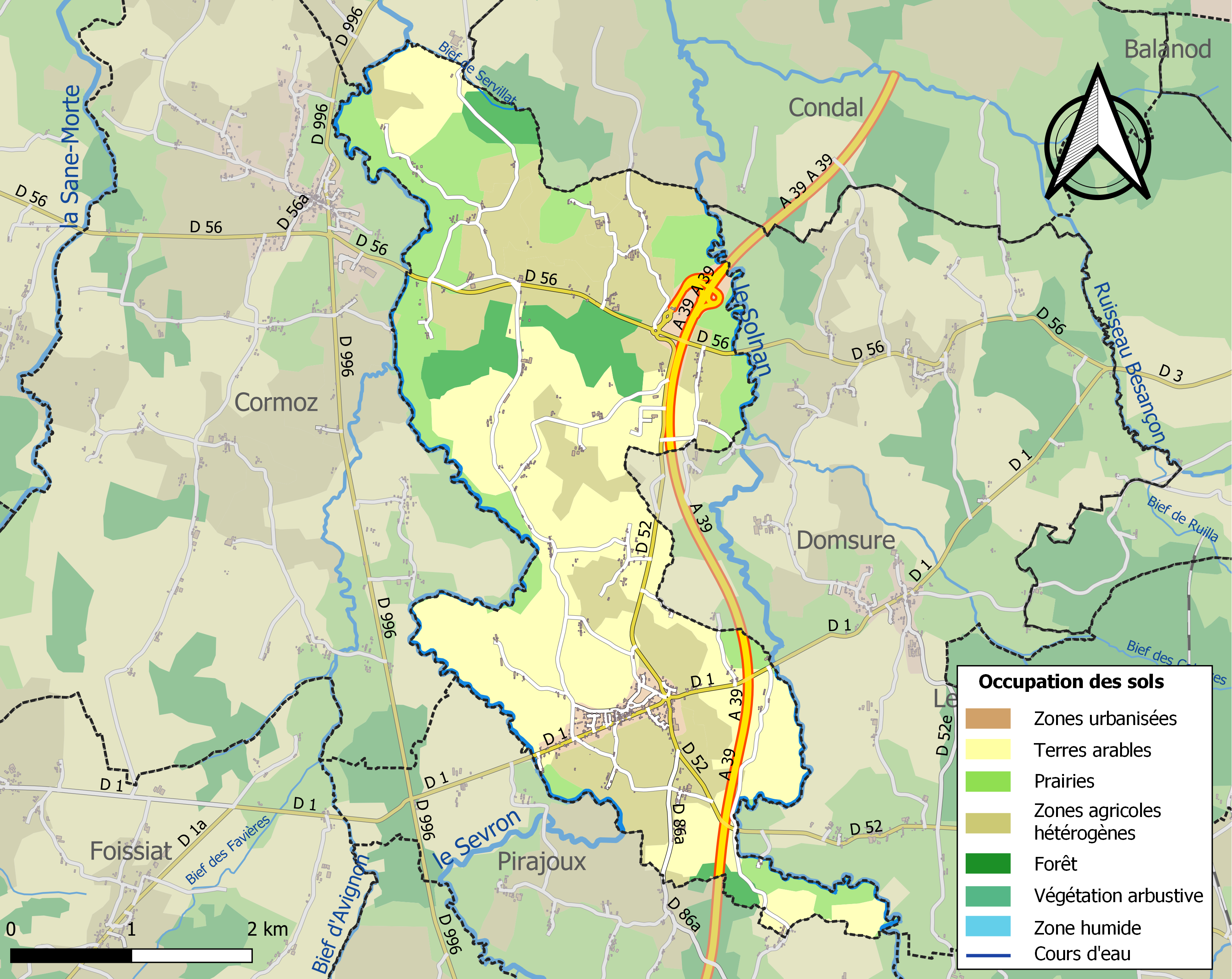

## Demografie
Onderstaande figuur toont het verloop van het inwoneraantal van Beaupont vanaf 1968. De cijfers zijn afkomstig van het Frans bureau voor statistiek en bevatten geen dubbel getelde personen (zoals studenten en militairen).
Vanwege een beveiligingsprobleem met de MediaWiki Graph-software is het momenteel niet mogelijk deze grafiek weer te geven. Zodra de software is bijgewerkt zal de grafiek vanzelf weer zichtbaar worden.